# The Sky Is Everywhere
Pour plus de détails, voir Fiche technique et Distribution.
The Sky Is Everywhere ou Le ciel est partout, est un film dramatique américain réalisé par Josephine Decker et écrit par Jandy Nelson, basé sur son roman du même nom. Il est sorti le 11 février 2022 par A24 et Apple TV+,.

## Synopsis
Élevée dans le Nord de la Californie par sa grand-mère, Lennie est une adolescente douée en musique, très proche de sa grande sœur Bailey, avec qui elle envisage d'entrer à la Juilliard School.
Mais Bailey meurt soudainement, à cause d'un trouble du rythme cardiaque. En plein deuil, Lennie se rapproche de Toby, le petit ami de Bailey. Elle rencontre également Joe Fontaine, un nouveau venu au lycée. Petit à petit, un triangle amoureux se dessine,.

## Fiche technique
- Titre original : The Sky Is Everywhere
- Réalisation : Josephine Decker
- Scénario : Jandy Nelson, d'après son propre roman The Sky Is Everywhere (2010)[5]
- Musique : Caroline Shaw
- Photographie : Ava Berkofsky
- Montage : Laura Zempel
- Décors : Alex Brandenburg
- Costumes : Sarah Maiorino
- Direction artistique : Cat Navarro
- Production : Allison Rose Carter, Josephine Decker, Denise Di Novi, Margaret French-Isaac
- Sociétés de production : A24, DiNovi Pictures
- Distribution : A24, Apple TV+
- Genre : drame
- Durée : 103 minutes
- Pays d'origine :  États-Unis
- Langue originale : anglais
- Budget :
- Format : 2.10:1
- Date de sortie : 11 février 2022[6]

## Distribution
- Grace Kaufman : Lennie Walker
- Jason Segel (VF : Jérôme Rebbot) : Big Walker
- Cherry Jones (VF : Françoise Vallon) : Gram Walker
- Jacques Colimon (VF : Alexis Gilot) : Joe Fontaine
- Ji-young Yoo (VF : Charlotte D'Ardalhon) : Sarah
- Havana Rose Liu : Bailey Walker
- Pico Alexander (VF : Nicolas Hardy) : Toby Shaw
- Julia Schlaepfer (VF : Jade Jonot) : Rachel
- Tyler Lofton : Marcus

 Source et légende : version française (VF) sur RS Doublage

## À propos du film
C'est un film à propos du deuil et de l'amour, un film à la fois triste et joyeux. Il explore ces deux émotions, particulièrement extrêmes pendant l'adolescence.
Lennie, au début renfermée sur elle-même, s'ouvre petit à petit aux autres. Elle se rapproche notamment de Toby, le petit copain de sa grande sœur Bailey. Quand Lennie tombe amoureuse de Joe Fontaine, ses émotions sont explosives.
L'équipe du film est principalement féminine, avec une réalisatrice, une scénariste, des productrices. Le scénario est adapté par Jandy Nelson, d'après son propre roman The Sky Is Everywhere, un roman ado à succès,.
Le film est produit par la société indépendante A24, et diffusé par Apple TV+.

## Réception critique
Le film reçoit reçu un accueil plutôt favorable de la critique. Il obtient un score moyen de 66% sur Metacritic, basé sur 20 critiques, et de 65% sur Rotten Tomatoes, avec un score de 58% pour le public.